# Toti dal Monte

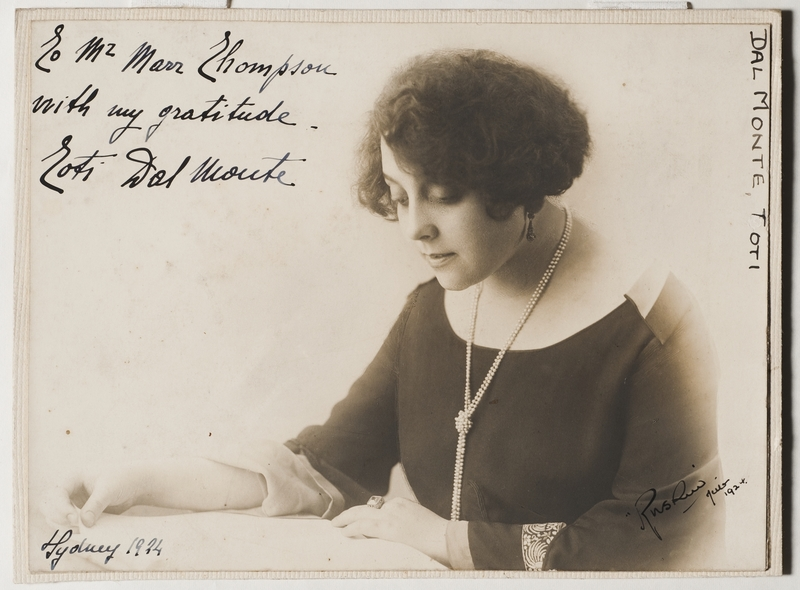
Toti dal Monte (1924)

Toti dal Monte, eigentlich Antonietta Meneghelli (* 27. Juni 1893 in Mogliano Veneto, Treviso, Italien; † 25. Januar 1975 in Pieve di Soligo, Treviso, Italien) war eine italienische Opernsängerin (Koloratursopran), die viel mit Arturo Toscanini arbeitete, und Gesangspädagogin.

## Leben
Dal Monte wollte ursprünglich Klavier studieren, aber nach einer Handverletzung ließ sie sich bei Barbara Marchisio als Sängerin ausbilden. Sie debütierte in einer kleinen Rolle an der Mailänder Scala (1910 als Biancofiore in Francesca da Rimini), zunächst im Fach des lyrischen Soprans. Danach wechselte sie das Fach zum Koloratursopran und studierte bei dem Bariton Antonio Pini-Corsi. 1918 sang sie die Gilda in Rigoletto unter Arturo Toscanini an der Scala, wo sie bald auch Rossini (Rosina im Barbier von Sevilla) und Donizetti-Rollen sang. Daneben sang sie auch viel in Rom und Neapel (La traviata, La Bohème, Madama Butterfly, die sie mit Beniamino Gigli aufnahm). Ab 1924 trat sie auch in Paris (Rigoletto) und ab 1925 in Covent Garden (Barbier von Sevilla, Lucia di Lammermoor) auf. 1924 tourte sie mit Nellie Melba auf deren Einladung in Australien. Im selben Jahr hatte sie ihr Debüt an der Metropolitan Opera. Ebenso sang sie in den 1920er Jahren regelmäßig in Chicago. 1943 zog sie sich von der Opernbühne zurück, nahm aber noch gelegentlich Schallplatten auf und gab Unterricht. Daneben trat sie in verschiedenen Filmen auf, beispielsweise in Anonimo veneziano 1970 von Enrico Maria Salerno (über einen Musiker in La Fenice).
Nach dem Zweiten Weltkrieg arbeitete sie hauptsächlich als Gesangspädagogin in Mailand, Venedig, Rom und der UdSSR. Sie bildete unter anderem Gianna d’Angelo und Dolores Wilson aus.
1928 heiratete sie den Tenor Enzo de Muro Lomanto in Sydney.